# (6633) 1986 TR4
(6633) 1986 TR4 es un asteroide perteneciente al cinturón de asteroides, descubierto el 11 de octubre de 1986 por Poul Jensen desde el Observatorio Brorfelde, Holbæk, Dinamarca.

## Designación y nombre
Designado provisionalmente como 1986 TR4. 

## Características orbitales
1986 TR4 está situado a una distancia media del Sol de 2,654 ua, pudiendo alejarse hasta 3,146 ua y acercarse hasta 2,162 ua. Su excentricidad es 0,185 y la inclinación orbital 4,064 grados. Emplea 1579,57 días en completar una órbita alrededor del Sol.

## Características físicas
La magnitud absoluta de 1986 TR4 es 13,42. Tiene 8,572 km de diámetro y su albedo se estima en 0,166.